# لئون دالمانس
لئون دالمانس (انگلیسی: Leon Daelemans؛ زادهٔ ۱۸ آوریل ۱۹۴۹) دوچرخه‌سوار اهل بلژیک است.